# Giovanni Bianchi (Bischof)

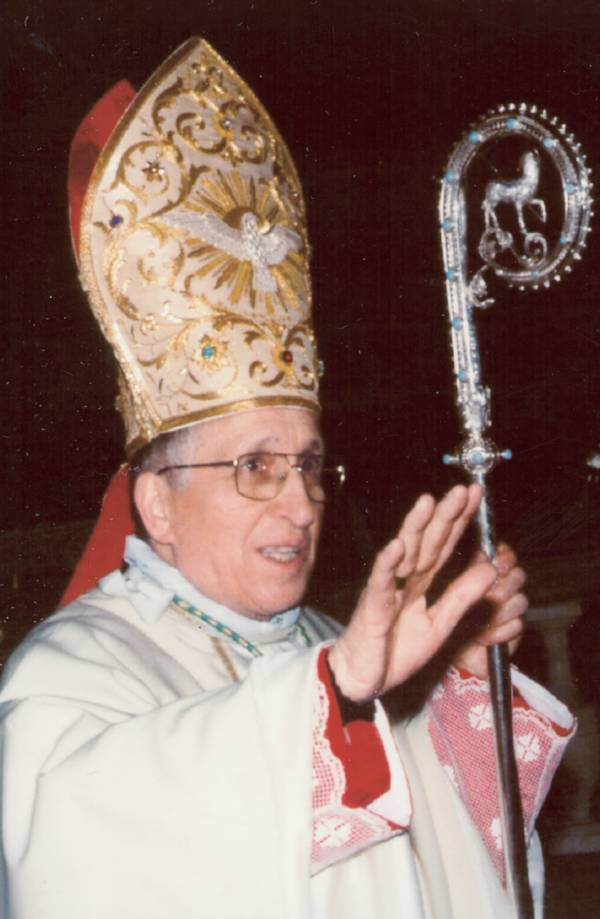
Bischof Giovanni Bianchi mit Mitra und Pastorale bei einem Pontifikalamt

Giovanni Bianchi (* 8. April 1918 in Florenz, Italien; † 21. September 2003 in Collevalenza (Ortsteil von Todi); Provinz Perugia, Italien) war Bischof von Pescia.

## Leben
Bianchi empfing am 6. Juli 1941 die Priesterweihe. 1951 wurde er Pfarrer in Castelfiorentino, ehe er 1961 zum Generalvikar des Erzbistums Florenz ernannt wurde.
Papst Paul VI. ernannte ihn am 22. Juni 1964 zum Titularbischof von Seleuciana und zum Weihbischof in Florenz. Die Bischofsweihe empfing Giovanni Bianchi am 8. September desselben Jahres von Ermenegildo Kardinal Florit, Erzbischof von Florenz. Mitkonsekratoren waren Antonio Bagnoli, Bischof von Fiesole, sowie Enrico Bartoletti, damals Weihbischof im Erzbistum Lucca und später dortiger Erzbischof. Bis 1965 nahm er an der dritten und vierten Session des Zweiten Vatikanischen Konzils teil. Am 27. Juni 1977 ernannte ihn Paul VI. zum Bischof von Pescia.
Papst Johannes Paul II. nahm am 18. Dezember 1993 sein altersbedingtes Rücktrittsgesuch an und ernannte Giovanni De Vivo zum Nachfolger. Giovanni Bianchi zog sich in seine Residenz nach Collevalenza zurück, wo er im September 2003 starb.